# フォー・エヴリマン
『フォー・エヴリマン』（For Everyman）は、ジャクソン・ブラウンが1973年に発表したセカンド・アルバム。

## 解説
ロサンゼルスのサンセット・サウンドでレコーディングは行われた。デヴィッド・リンドレーがブラウンと初共演したアルバムである。
「テイク・イット・イージー」は、1972年にイーグルスのデビュー・シングルとして全米12位の大ヒットを記録した楽曲のセルフカヴァーで、イーグルスのグレン・フライとブラウンの共作。
「青春の日々（These Days）」はブラウンが16歳のときに作った曲で、1967年の時点でニコがアルバム『チェルシー・ガール』で取り上げた他、多くのアーティストに取り上げられてきたが、本作に収録されたセルフカヴァーはグレッグ・オールマンによるアレンジを参考にしており、オールマンのヴァージョンはアルバム『レイド・バック』（1973年）で発表された。
本作からは「レッド・ネック・フレンド」がシングルとしてリリースされ、全米85位に達した。同曲でピアノを弾いているロッカデイ・ジョニーとは、エルトン・ジョンの偽名である。
アルバムは大ヒットには至らなかったが、『ローリング・ストーン誌が選ぶオールタイム・ベストアルバム500』に於いて450位にランクインした。

## 収録曲
特記なき楽曲はジャクソン・ブラウン作。
Side 1
1. テイク・イット・イージー - Take It Easy (Jackson Browne, Glenn Frey) - 3:39
2. 泉の聖母 - Our Lady of the Well - 3:51
3. カラーズ・オブ・ザ・サン - Colors of the Sun - 4:26
4. 幼かった私 - I Thought I Was a Child - 3:43
5. 青春の日々 - These Days - 4:41

Side 2
1. レッド・ネック・フレンド - Red Neck Friend - 3:56
2. 君のきた頃 - The Times You've Come - 3:39
3. レディ・オア・ノット - Ready or Not - 3:33
4. 僕の歌を聴かせておくれ - Sing My Songs to Me - 3:25
5. フォー・エヴリマン - For Everyman - 6:20

## 参加ミュージシャン
- ジャクソン・ブラウン - ボーカル、アコースティック・ギター、ピアノ
- デヴィッド・リンドレー - エレクトリックギター、アコースティック・ギター、スライド・ギター
- スニーキー・ピート - ペダル・スティール (on 1. 2.)
- スプーナー・オールダム - オルガン (on 3.)
- マイケル・アトリー - オルガン (on 9. 10.)
- ビル・ペイン - ピアノ (on 4.)
- デヴィッド・ペイチ - ピアノ (on 5.)
- ロッカデイ・ジョニー - ピアノ (on 6.)
- クレイグ・ダーギ - ピアノ (on 10.)
- ジョニ・ミッチェル - エレクトリックピアノ (on 9.)
- ダグ・ヘイウッド - ベース、バッキング・ボーカル (on 1. 2. 3. 4. 5. 6. 8.)
- リーランド・スカラー - ベース (on 7. 10.)
- ウィルトン・フェルダー - ベース (on 9.)
- ミッキー・マッギー - ドラムス (on 1.)
- ジム・ケルトナー - ドラムス (on 2. 4. 5. 6. 8.)
- ゲイリー・マラバー - ドラムス (on 3. 9.)
- ラス・カンケル - ドラムス (on 7. 10.)
- ドン・ヘンリー - バッキング・ボーカル (on 3.)
- グレン・フライ - バッキング・ボーカル (on 6.)
- ボニー・レイット - バッキング・ボーカル (on 7.)
- デヴィッド・クロスビー - バッキング・ボーカル (on 10.)